# De ijsdragers
De ijsdragers  is het boekenweekgeschenk van 2002, geschreven door Anna Enquist. Het kwam uit in maart 2002, op de eerste dag van de Boekenweek, die in 2002 als motto hanteerde "Hebban olla vogala nestas - Verhalen & gedichten over de liefde”.
Het boek is opgebouwd uit 7 hoofdstukken. De oneven worden verteld door Loes. De even hoofdstukken worden verteld door haar echtgenoot Nico van der Doelen.
Anna Enquist draagt het boek op aan haar dochter Margit, die met haar literaire kennis en gevoelsbegaafdheid hielp het te voltooien.

## Verhaal
Loes en Nico van der Doelen wonen in een schitterend huis met een flinke lap zandgrond aan de duinrand. Loes, lerares klassieke talen, probeert een stuk van de arme zandgrond om te vormen tot moestuin. In het stadje raakt ze op een dag in gesprek met Ineke Tordoir. Haar man Albert is voorzitter van de Raad van Toezicht van het Psychiatrisch Ziekenhuis. Ze krijgt te horen dat haar twee zonen in Delft studeren. Haar eigen man psychiater Nico zal binnenkort promotie maken van eerste geneeskundige tot directeur want Hein Bruggink gaat in Frankrijk van zijn pensioen genieten. Mede door het eenzijdige geratel van Ineke blijft de verdwenen dochter Maj van Loes en Nico onbesproken. Nico vertelt haar desgevraagd  dat hij Hein gaat opvolgen en directeur wordt.
Nico komt in contact met een stagiaire Eva Passchier. Ze werkt in het verblijfspaviljoen voor chronische zieken. Het afscheid van Hein Bruggink duurde weken maar ten slotte is  Nico directeur. Hij besluit het zakenimperium van zijn voorganger met commerciële wasserij en maaltijdservice af te gaan breken. De handel moet eruit, de behandeling erin. Hein geeft hem nog het advies in kleine dingen het personeel zijn zin te geven en in de grote onderwerpen je eigen weg te volgen.
Loes heeft een hekel aan het weekend. Een jongeman Wessel ten Cate komt namens het tuincentrum met een zwaar beladen fiets een bestelling afleveren. Hij blijft hangen als haar weekendtuinman. Bovendien geeft hij Loes de indruk te weten waar hun verdwenen dochter Maj uithangt. Nico legt zijn veranderprogramma aan haar uit. Van de bedillerige zorg voor de patiënten naar het samen opstellen van een verbeterplan. De volgende zondag geeft Loes Wessel 200 gulden voor twee dagen werk. En 2.000
gulden voor haar dochter Maj.
Nico loopt binnen bij een vergadering van de ondernemingsraad onder leiding van Jaap Molkenboer. De OR eist adviesrecht en gaat dwars voor de veranderingen liggen. Uit frustratie wil hij zijn nieuwe dienstauto, een Volvo, als fietsende directeur, weigeren, maar als hij Eva ziet gaat hij samen met haar een proefrit maken. Albert steunt Nico in zijn veranderplan maar maant hem dat wel rustig aan te doen. Nico is blij dat het vervolggesprek over zijn privéleven niet zijn verdwenen dochter betreft. Midden in de nacht brandt het verblijfspaviljoen Duinrand af. Patiënt meneer van Raai, met wie Eva een bijzondere band had, komt om. Nico en Eva zoeken lichamelijke troost bij elkaar.
Het volgend weekend komt er een vrachtwagen tuinaarde storten. Loes springt op de fiets en komt onbedoeld in gesprek met Albert, die aan het snoeien is. Maar vragen over Nico zijn privéleven weert ze bekwaam af. Thuis legt Nico zijn veranderplan nog een keer aan Loes uit, nu iedereen dwars ligt. Het ziekenhuis geneest niet en dat zou wel moeten. Er moet iets gedaan worden, net als bij onvruchtbaarheid. Niet diep graven maar iets doen. IVF of Adoptie. Nico wil uiteindelijk  zijn psychiatrisch ziekenhuis terugbrengen tot een eerstehulppost. Maar eerst moeten de managers weg. Loes vertelt Nico dat ze de tuinman 25000 gulden heeft betaald. Maar hij lacht erom en wordt niet eens boos. Ze lachen zich samen naar een ongekende vrijpartij. Aan een snurkende Nico vertelt ze dat het geld voor Maj was.
Terug op het ziekenhuis is Nico zijn directiekamer bezet. Jaap Molkenboer legt Nico uit waarom nu  ook de patiënten meedoen. Het opheffen van de Crisisdienst is jammer maar verdedigbaar. Beperken van commerciële activiteiten is geen breekpunt. Maar het opheffen van de Therapeutische Gemeenschap is onverteerbaar. Hier spreekt het chagrijn van een man wiens eigen dochter Maj niet kon worden geholpen. Nico slaat Jaap hierop tegen de vlakte. Hij overdenkt zijn situatie. Uiteindelijk bleek Loes verminderd vruchtbaar maar zijn eigen zaad was dood. Maj werd  geadopteerd. In hun wandelingen decennia geleden door de Pyreneeën lazen ze over de ijsdragers. Die liepen met ijsklompen in schapenvellen naar de steden beneden. Foix, Pamiers en Toulouse. Zo zag hij Loes en zichzelf. Ze droegen hun last van hun eigen onvruchtbaarheid. Maar is  Loes nu aan het wegglijden met een jonge schaapherder alias  tuinman? Nico besluit die dag na het opheffen van de bezetting al zijn afspraken af te zeggen. Samen met Eva rijdt hij naar Antwerpen. Weg van het weggelopen kind, de trouweloze echtgenote, de liederlijke tuinman en verraders als  collega’s. Maar midden in de nacht laat hij Eva weer alleen achter in de hotelkamer. Hij schudt zijn losse geld op het bed en rijdt met hulp van de nachtportier de hotelgarage uit.
Thuis merkt Loes op dat Nico ’s avonds niet thuiskomt. Ze voert oorlog met een mol onder haar grasveld. Ze belt het telefoonnummer van Wessel ten Cate, maar het studentenhuis kent hem niet. Midden in de nacht belt ze Nico zijn mobiel, maar het apparaat vertelt haar buiten gebruik te zijn. De volgende ochtend belt Albert haar op om Nico te bereiken. Loes zegt niet te weten waar Nico is met als gevolg dat Albert naar haar huis komt. Ze verneemt uit zijn mond het neerslaan van Jaap en problemen met de nasleep van de brand. Haar man wordt inmiddels door de politie gezocht en is nu ook tijdelijk geschorst. En volgens zijn secretaresse is hij met een stagiaire in zijn auto weggereden. Loes overdenkt intussen de problemen met Maj. Het meisje dat nooit problemen maakte en altijd braaf deed wat haar ouders vroegen. Totdat ze wegliep vlak voor haar eindexamen. Toen Loes er vertrouwelijk over sprak met Jaap lachte die haar uit. Ze vertelt Albert nu van de onvruchtbaarheid in hun huwelijk leidend tot de adoptie van Maj. Helaas werden ze zo een perfect ijzig gezinnetje met Maj erbij. Na het vertrek van Albert belt Nico op en maakt melding van zijn vlucht naar en weer terug vanuit Antwerpen. Loes vertelt nu eindelijk dat ze nooit om het weggaan van Maj heeft kunnen rouwen omdat ze niet hebben getreurd bij haar adoptie. Dat was een nederlaag omdat Nico geen ivf wilde. Nico zegt Loes terug te willen maar zijn batterij raakt leeg en het gesprek vervalt. Loes denkt lang na over haar reactie op de terugkomst thuis van Nico. Als ten slotte de bel gaat weet ze wat ze hem wil zeggen maar aan de deur staat brigadier Lantzaad. Haar man is verongelukt gevonden in het kanaal van Willebroek. Op Nico zijn begrafenis zingt het gemengde koor van verplegers en patiënten. Albert Tordoir neemt voor haar alle honneurs waar. Ze gooit als eerste een worp zand in het graf.